# Megaiglesia
En el ámbito de protestantismo, el término megaiglesia (megachurch en inglés) hace referencia a una iglesia evangélica con una asistencia de más de 2000 personas. 

## Historia

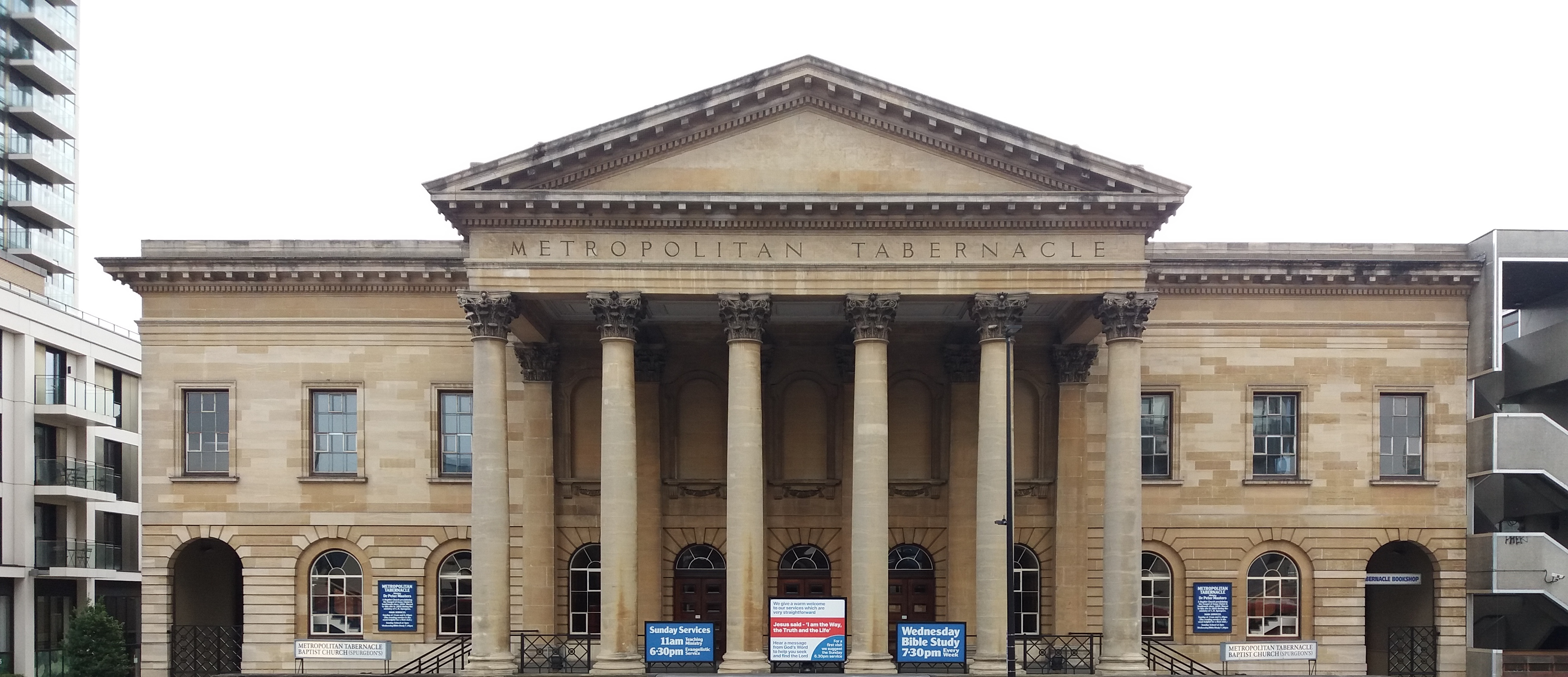
El Tabernáculo Metropolitano en Londres, Reino Unido.

La historia de las megaiglesias se remonta a las iglesias auditorio  de principios del siglo XIX. La primera mega-iglesia evangélica, el Tabernáculo Metropolitano con un auditorio de 6.000 asientos, fue inaugurada en 1861 en Londres en Reino Unido por el pastor bautista reformado Charles Spurgeon. En los Estados Unidos, el Angelus Temple fue inaugurado en 1923 con un auditorio de 5.300 asientos en Los Ángeles por Aimee Semple McPherson. El auditorio de iglesia más grande, Glory Dome, fue inaugurado en 2018 con 100,000 asientos, en Abuya, Nigeria.

## Característica

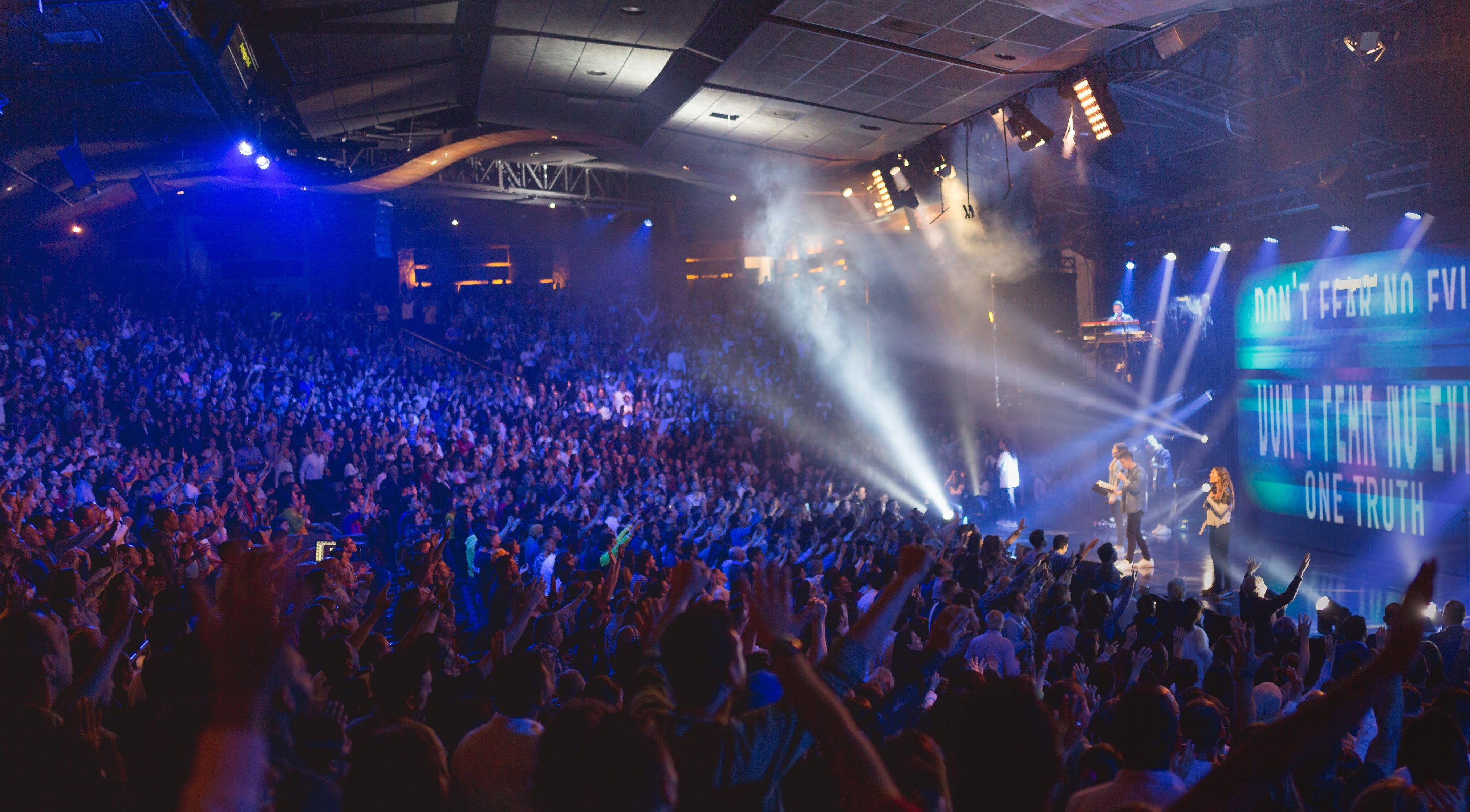
Servicio en El Lugar de Su Presencia, en Bogotá, en Colombia, 2019.

Una megaiglesia es evangélica y tiene una asistencia semanal más de 2000 personas. A menudo ofrecen en paralelo otros servicios, como bibliotecas, guarderías, gimnasios o cafeterías.
La mayoría de estas iglesias construyen su edificio en los suburbios de las grandes ciudades, cerca de las principales carreteras y autopistas, para ser visibles para la mayor cantidad de personas posible y de fácil acceso en automóvil. Algunos instalan allí una gran cruz con miras a la evangelización y edificación de los creyentes.
Un estudio realizado por el Hartford Institute for Religion Research publicado en 2020 encontró que el 70% de las mega iglesias estadounidenses tenían una red multisitio y un promedio de 7,6  servicios por fin de semana.
En algunas de estas megaiglesias se reúnen cada domingo más de 10.000 personas. Estos se llaman Gigaiglesia. En 2015, había alrededor de 100 gigaiglesias en los Estados Unidos.

## Estadísticas
Exponential cuenta con 270 megaiglesias evangélicas en todo el mundo (excluyendo Canadá y Estados Unidos).  El Instituto Hartford cuenta más de 1.800 megaiglesias en los Estados Unidos y 35 en Canadá.

## Implicación social

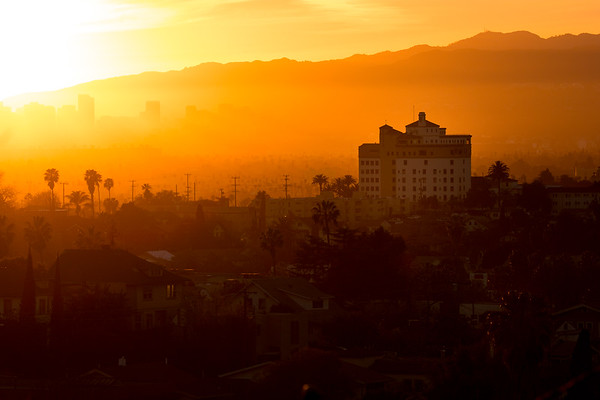
Sede de Dream Center en Los Ángeles.

Las megaiglesias y las ONG evangélicas que apoyan ocupan un lugar importante en la  ayuda humanitaria local e internacional.

## Críticas
En 2005, el pastor bautista estadounidense Al Sharpton criticó a las mega iglesias por centrarse en la "moral del dormitorio", declaraciones en contra del matrimonio entre personas del mismo sexo y aborto, al ignorar cuestiones de justicia social, como la inmoralidad de la guerra y la erosión de acción afirmativa.
En 2018, el profesor estadounidense Scot McKnight del Northern Baptist Theological Seminary criticó a las mega iglesias evangélicas por la débil relación de responsabilidad externa de sus líderes, al no ser miembros de denominación cristiana, exponiéndolos aún más al abuso de poder. Sin embargo, un estudio del Hartford Institute for Religion Research publicado en 2020 encontró que el 60% de las mega-iglesias estadounidenses eran miembros de una denominación cristiana.